# Loddiges

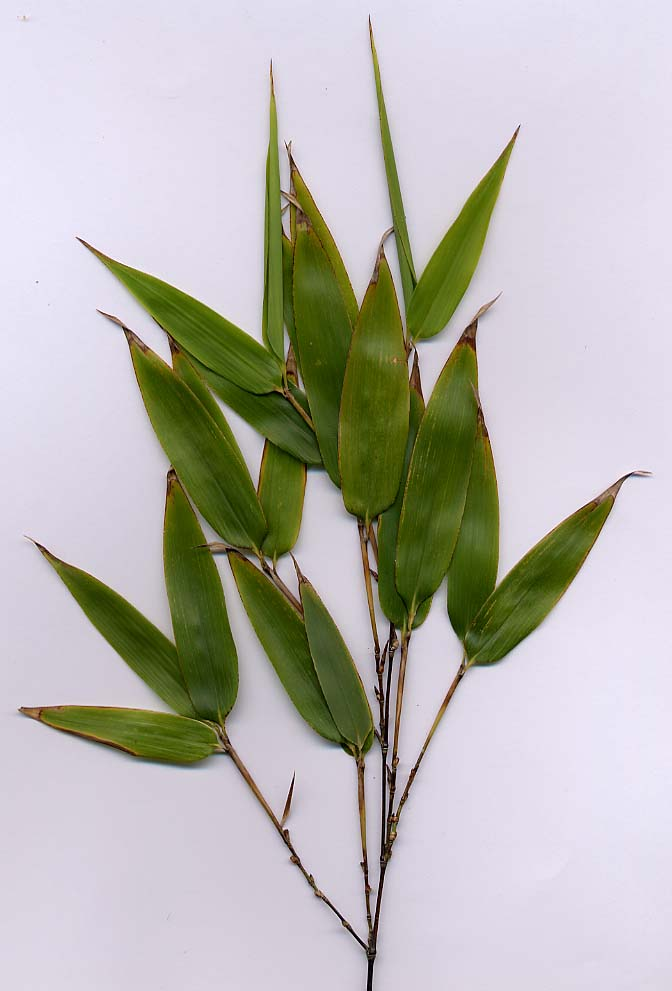
Bambú (probablement Phyllostachys nigra; un bambú introduït als vivers dels Loddiges)

La família Loddiges (sovint escrit Loddige) van gestionar un dels vivers de plantes (en anglès Plant nursery) més notables dels segles xviii i xix a Europa i van introduir moltes plantes exòtiques als jardins europeus.
El fundador del viver va ser Joachim Conrad Loddiges (1738–1826). Havia nascut a Hildesheim, Baixa Saxònia; el seu pare Casper Lochlies va ser jardiner d'un noble a Wrisbergholzen, prop de Hannover. Conrad va aprendre l'ofici als Països Baixos i emigrà a la Gran Bretanya als 19 anys durant la Guerra dels Set Anys per a ser jardiner del Dr J. B. Silvester al nord de Londres (Hackney). El seu primer catàleg de plantes el van fer l'any 1777
El viver va guanyar importància durant el principi del segle xix amb George Loddiges (1786–1846), qui publicà a The Botanical Cabinet 2.000 planxes en colors de plantes rares de tot el món introduïdes en els seus hivernacles i jardins amb la millor col·lecció d'orquídies de tot Europa. George Loddiges també enllaçà el seu viver amb els cercles científics i va esdevenir Fellow de la Microscopical Society (FMS), Fellow de la Linnean Society (FLS), Fellow de la Horticultural Society (FHS), i Fellow de la Zoological Society (FZS) de Londres amb interès també per l'ornitologia. Va estendre la seva influència als Jardins Imperials de Sant Petersburg a Rússia i els primers jardins botànics d'Adelaida (Austràlia) el 1839, per John Bailey.
Malgrat que el seu negoci tancà en la dècada de 1850, va deixar un llegat important.

### Formes abreujades del nom en botànica
- Lodd. s'aplica a les plantes descrites pel botànic Conrad Loddiges (1738–1826).
- G.Lodd. s'aplica a les plantes descrites pel botànic George Loddiges (1784–1846).
- W.Lodd. s'aplica a les plantes descrites pel botànic William Loddiges (1776–1847).